# Bedfordia salicina
Bedfordia salicina es un arbusto o pequeño árbol originario de Tasmania.  

## Descripción
Bedfordia salicina es un pequeño árbol que sólo se encuentra en Tasmania. Pertenece a la misma familia que las margaritas. Por lo general se encuentra creciendo como un árbol equeño debajo de los eucaliptos de altura, sin embargo, también crece en forma de arbusto en los acantilados rocosos secos. Sus hojas son suaves y lanosas. Produce flores amarillas en noviembre. Tanto sus hojas como sus flores son fragantes.

## Taxonomía
Bedfordia salicina fue descrita por (Labill.) DC. y publicado en Prodromus 6 1838.
Etimología
Bedfordia: nombre genérico otorgado en honor de John Russell, duque de Bedford.
salicina: epíteto latíno que significa "como el sauce".
inonimia
- Cacalia salicina Labill.
- Culcitium salicinum (Labill.) Spreng.
- Senecio bedfordii F.Muell.[5]